# Abraxas latizonata
Abraxas latizonata är en fjärilsart som beskrevs av George Francis Hampson 1907. Abraxas latizonata ingår i släktet Abraxas och familjen mätare. Inga underarter finns listade i Catalogue of Life.